# NHL 1948/49
Die NHL-Saison 1948/49 war die 32. Spielzeit in der National Hockey League. Sechs Teams spielten jeweils 60 Spiele. Den Stanley Cup gewannen die Toronto Maple Leafs nach einem 4:0-Erfolg in der Finalserie gegen die Chicago Black Hawks und schafften damit als erstes einen Titel-Hattrick. Montreals Torwart Bill Durnan brachte in 309 gegentorlosen Minuten die gegnerischen Stürmer zur Verzweiflung.

## Reguläre Saison

### Abschlusstabelle
Abkürzungen: W = Siege, L = Niederlagen, T = Unentschieden, GF= Erzielte Tore, GA = Gegentore, Pts = Punkte
|                     | W  | L  | T  | GF  | GA  | Pts |
| ------------------- | -- | -- | -- | --- | --- | --- |
| Detroit Red Wings   | 34 | 19 | 7  | 195 | 145 | 75  |
| Boston Bruins       | 29 | 23 | 8  | 178 | 163 | 66  |
| Montréal Canadiens  | 28 | 22 | 9  | 152 | 126 | 65  |
| Toronto Maple Leafs | 22 | 25 | 13 | 147 | 161 | 57  |
| Chicago Blackhawks  | 21 | 31 | 8  | 173 | 211 | 50  |
| New York Rangers    | 18 | 31 | 11 | 133 | 172 | 47  |

### Beste Scorer
Abkürzungen: GP = Spiele, G = Tore, A = Assists, Pts = Punkte
| Spieler        | Team            | GP | G  | A  | Pts |
| -------------- | --------------- | -- | -- | -- | --- |
| Roy Conacher   | Chicago         | 60 | 26 | 42 | 68  |
| Doug Bentley   | Chicago         | 58 | 23 | 43 | 66  |
| Sid Abel       | Detroit         | 60 | 28 | 26 | 54  |
| Ted Lindsay    | Detroit         | 50 | 26 | 28 | 54  |
| Jim Conacher   | Detroit/Chicago | 59 | 26 | 23 | 49  |
| Paul Ronty     | Boston          | 60 | 20 | 29 | 49  |
| Harry Watson   | Toronto         | 60 | 26 | 19 | 45  |
| Billy Reay     | Montreal        | 60 | 22 | 23 | 45  |
| Gus Bodnar     | Chicago         | 59 | 19 | 26 | 45  |
| Johnny Peirson | Boston          | 59 | 22 | 21 | 43  |

## Stanley-Cup-Playoffs
|  | Halbfinale | Halbfinale            | Halbfinale |  |  | Stanley-Cup-Finale | Stanley-Cup-Finale  | Stanley-Cup-Finale |
|  |            |                       |            |  |  |                    |                     |                    |
|  |            |                       |            |  |  |                    |                     |                    |
|  | 1          | Detroit Red Wings     | 4          |  |  |                    |                     |                    |
|  | 3          | Canadiens de Montréal | 3          |  |  |                    |                     |                    |
|  |            |                       |            |  |  | 1                  | Detroit Red Wings   | 0                  |
|  |            |                       |            |  |  | 4                  | Toronto Maple Leafs | 4                  |
|  | 2          | Boston Bruins         | 1          |  |  |                    |                     |                    |
|  | 4          | Toronto Maple Leafs   | 4          |  |  |                    |                     |                    |
|  |            |                       |            |  |  |                    |                     |                    |

## NHL-Auszeichnungen
| Art Ross Trophy:           | Roy Conacher, Chicago Blackhawks    |
| Calder Memorial Trophy:    | Pentti Lund, New York Rangers       |
| Hart Memorial Trophy:      | Sid Abel, Detroit Red Wings         |
| Lady Byng Memorial Trophy: | Bill Quackenbush, Detroit Red Wings |
| Vezina Trophy:             | Bill Durnan, Montréal Canadiens     |